# مرموط أولمبي
مرموط أولمبي (الاسم العلمي:Marmota olympus) (بالإنجليزية: Olympic marmot)‏ هو نوع من الحيوانات يتبع جنس المرموط من فصيلة سنجابية.